# 勞登縣 (維吉尼亞州)
勞登县（英語：Loudoun County）是美国弗吉尼亚州北部的一個縣，北隔波托马克河與马里兰州相望。面積2,350平方公里。根據2020年美國人口普查，共有人口42萬959人。縣治利斯堡。
勞登縣成立於1757年3月25日，縣名是紀念弗吉尼亚殖民地總督勞登伯爵約翰·坎貝爾。